# ویسواف مانیاک
ویسواف مانیاک (لهستانی: Wiesław Maniak؛ ‏ تلفظ لهستانی: [ˈvjɛswaf]؛ ‏ ۲۲ مهٔ ۱۹۳۸ – ۲۸ ژوئن ۱۹۸۲) دونده و ورزشکار دو و میدانی اهل لهستان بود.